# UTC+04:30
UTC+4:30 est un fuseau horaire, en avance de 4 heures et 30 minutes sur UTC.

## Zones concernées

### Toute l'année
La zone suivante utilise UTC+04:30 toute l'année :
- Afghanistan.

### Heure d'hiver (hémisphère nord)
Aucune zone n'utilise UTC+04:30 pendant l'heure d'hiver (dans l'hémisphère nord) et UTC+05:30 à l'heure d'été.

### Heure d'hiver (hémisphère sud)
Aucune zone n'utilise UTC+04:30 pendant l'heure d'hiver (dans l'hémisphère sud) et UTC+05:30 à l'heure d'été.

### Heure d'été (hémisphère nord)
Aucune zone n'utilise UTC+04:30 pendant l'heure d'été (dans l'hémisphère nord) et UTC+03:30 à l'heure d'hiver.

### Heure d'été (hémisphère sud)
Aucune zone n'utilise UTC+04:30 pendant l'heure d'été (dans l'hémisphère sud) et UTC+03:30 à l'heure d'hiver.

## Géographie
L'Afghanistan fait partie des régions du monde où l'heure légale ne correspond pas à un décalage entier par rapport à UTC. Le pays est situé théoriquement à cheval sur les fuseaux horaires UTC+4 et UTC+5 et l'heure solaire moyenne de Kaboul est suffisamment proche d'UTC+4:30 pour que ce fuseau soit une meilleure approximation.
À la frontière avec la Chine (qui utilise UTC+8), le décalage horaire atteint 3 h 30.